# Grand Prix automobile du Canada 1990
GP précédent GP suivant
Le Grand Prix automobile du Canada 1990 (Grand Prix Molson du Canada), disputé sur le circuit Gilles-Villeneuve de Montréal le 10 juin 1990, est la 489e épreuve de l'histoire du championnat du monde de Formule 1 courue depuis 1950 et la cinquième manche du championnat 1990.

## Classement

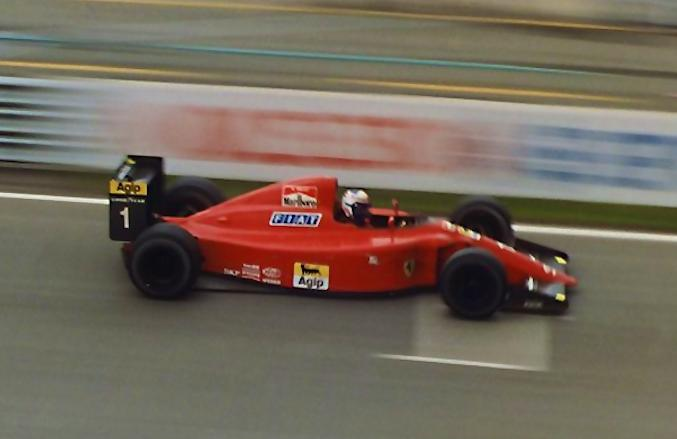
Alain Prost au GP du Canada 1990.

| Pos. | No | Pilote             | Écurie            | Tours | Temps/Abandon                      | Grille | Points |
| ---- | -- | ------------------ | ----------------- | ----- | ---------------------------------- | ------ | ------ |
| 1    | 27 | Ayrton Senna       | McLaren-Honda     | 70    | 1 h 42 min 56 s 400 (179,114 km/h) | 1      | 9      |
| 2    | 20 | Nelson Piquet      | Benetton-Ford     | 70    | + 10 s 497                         | 5      | 6      |
| 3    | 2  | Nigel Mansell      | Ferrari           | 70    | + 13 s 385                         | 7      | 4      |
| 4    | 28 | Gerhard Berger     | McLaren-Honda     | 70    | + 14 s 854                         | 2      | 3      |
| 5    | 1  | Alain Prost        | Ferrari           | 70    | + 15 s 820                         | 3      | 2      |
| 6    | 11 | Derek Warwick      | Lotus-Lamborghini | 68    | + 2 tours                          | 11     | 1      |
| 7    | 8  | Stefano Modena     | Brabham-Judd      | 68    | + 2 tours                          | 10     |        |
| 8    | 10 | Alex Caffi         | Arrows-Ford       | 68    | + 2 tours                          | 26     |        |
| 9    | 29 | Éric Bernard       | Lola-Lamborghini  | 67    | + 3 tours                          | 23     |        |
| 10   | 16 | Ivan Capelli       | Leyton House-Judd | 67    | + 3 tours                          | 24     |        |
| 11   | 3  | Satoru Nakajima    | Tyrrell-Ford      | 67    | + 3 tours                          | 13     |        |
| 12   | 30 | Aguri Suzuki       | Lola-Lamborghini  | 66    | + 4 tours                          | 18     |        |
| 13   | 14 | Olivier Grouillard | Osella-Ford       | 65    | + 5 tours                          | 15     |        |
| Abd. | 12 | Martin Donnelly    | Lotus-Lamborghini | 57    | Soupape                            | 12     |        |
| Abd. | 35 | Gregor Foitek      | Onyx-Ford         | 53    | Soupape                            | 21     |        |
| Abd. | 22 | Andrea De Cesaris  | BMS Dallara-Ford  | 50    | Boîte de vitesses                  | 25     |        |
| Abd. | 36 | Jyrki Järvilehto   | Onyx-Ford         | 46    | Allumage                           | 22     |        |
| Abd. | 6  | Riccardo Patrese   | Williams-Renault  | 44    | Freins                             | 9      |        |
| Abd. | 26 | Philippe Alliot    | Ligier-Ford       | 34    | Moteur                             | 17     |        |
| Abd. | 4  | Jean Alesi         | Tyrrell-Ford      | 26    | Accident                           | 8      |        |
| Abd. | 19 | Alessandro Nannini | Benetton-Ford     | 21    | Accident                           | 4      |        |
| Abd. | 5  | Thierry Boutsen    | Williams-Renault  | 19    | Collision                          | 6      |        |
| Abd. | 25 | Nicola Larini      | Ligier-Ford       | 18    | Collision                          | 20     |        |
| Abd. | 21 | Emanuele Pirro     | BMS Dallara-Ford  | 11    | Collision                          | 19     |        |
| Abd. | 9  | Michele Alboreto   | Arrows-Ford       | 11    | Collision                          | 14     |        |
| Abd. | 23 | Pierluigi Martini  | Minardi-Ford      | 0     | Collision                          | 16     |        |
| Nq.  | 33 | Roberto Moreno     | Eurobrun-Judd     |       | Non qualifié                       |        |        |
| Nq.  | 15 | Mauricio Gugelmin  | Leyton House-Judd |       | Non qualifié                       |        |        |
| Nq.  | 24 | Paolo Barilla      | Minardi-Ford      |       | Non qualifié                       |        |        |
| Nq.  | 7  | David Brabham      | Brabham-Judd      |       | Non qualifié                       |        |        |
| Npq. | 17 | Gabriele Tarquini  | AGS-Ford          |       | Non préqualifié                    |        |        |
| Npq. | 18 | Yannick Dalmas     | AGS-Ford          |       | Non préqualifié                    |        |        |
| Npq. | 31 | Bertrand Gachot    | Coloni-Ford       |       | Non préqualifié                    |        |        |
| Npq. | 34 | Claudio Langes     | Eurobrun-Judd     |       | Non préqualifié                    |        |        |
| Npq. | 39 | Bruno Giacomelli   | Life-Rocchi       |       | Non préqualifié                    |        |        |

## Pole position et record du tour
- Pole position : Ayrton Senna en 1 min 20 s 399 (vitesse moyenne : 196,570 km/h).
- Meilleur tour en course : Gerhard Berger en 1 min 22 s 077 au 70e tour (vitesse moyenne : 192,551 km/h).

## Tours en tête
- Ayrton Senna : 11 (1-11)
- Alessandro Nannini : 3 (12-14)
- Gerhard Berger : 56 (15-70)

## Statistiques
- 23e victoire pour Ayrton Senna.
- 83e victoire pour McLaren en tant que constructeur.
- 55e victoire pour Honda en tant que motoriste.
- Gerhard Berger, premier sous le drapeau à damiers, reçoit 1 min de pénalité pour départ anticipé et se classe finalement 4e.

## Classements généraux à l'issue de la course
| Pos. | Pilote             | Écurie            | Points |
| ---- | ------------------ | ----------------- | ------ |
| 1    | Ayrton Senna       | McLaren-Honda     | 31     |
| 2    | Gerhard Berger     | McLaren-Honda     | 19     |
| 3    | Alain Prost        | Ferrari           | 14     |
| 4    | Jean Alesi         | Tyrrell-Ford      | 13     |
| 5    | Nelson Piquet      | Benetton-Ford     | 12     |
| 6    | Riccardo Patrese   | Williams-Renault  | 9      |
| 7    | Thierry Boutsen    | Williams-Renault  | 9      |
| 8    | Nigel Mansell      | Ferrari           | 7      |
| 9    | Alessandro Nannini | Benetton-Ford     | 4      |
| 10   | Alex Caffi         | Arrows-Ford       | 2      |
| 11   | Stefano Modena     | Brabham-Judd      | 2      |
| 12   | Derek Warwick      | Lotus-Lamborghini | 1      |
| 13   | Satoru Nakajima    | Tyrrell-Ford      | 1      |
| 14   | Éric Bernard       | Lola-Lamborghini  | 1      |

| Pos. | Écurie            | Points |
| ---- | ----------------- | ------ |
| 1    | McLaren-Honda     | 50     |
| 2    | Ferrari           | 21     |
| 3    | Williams-Renault  | 18     |
| 4    | Benetton-Ford     | 16     |
| 5    | Tyrrell-Ford      | 14     |
| 6    | Arrows-Ford       | 2      |
| 7    | Brabham-Judd      | 2      |
| 8    | Lola-Lamborghini  | 1      |
| 9    | Lotus-Lamborghini | 1      |